# USS LST-1130
O USS LST-1130 foi um navio de guerra norte-americano da classe LST que operou durante a Segunda Guerra Mundial.